# Dublura (film din 2006)
Dublura (în franceză La Doublure) este un film francez, o comedie produsă în anul 2006 sub regia lui Francis Veber.

## Acțiune
De doi ani are omul de afaceri  Pierre Levasseur o relație extraconjugală cu Elena Simonsen, un fotomodel.  Deoarece Pierre refuză să divorțeze amanta nu mai acceptă să-l întâlnească. Scandalul izbucnește când poza celor doi amanți apare în presă. Divorțul de soția sa Christine ar fi pentru  Pierre o catastrofă financiară, el fiind între timp șantajat de Elena, amanta lui, iar soția lui angajează un dectiv particular. François avocatul lui Pierre, are la rândul lui se va împrieteni cu Elena, ea caută să creeze în public aparența că se va căsători cu Pierre, care este dezolat.  Christine cere o explcatie de la Pierre, care a fost decoperit flagrant de soția lui. François și Émilie, cu ajutorul Elenei devin o pereche, la nuntă lor Elena se răzbună pe Pierre lăsând să fie fotografiată cu Pierre într-o poziție îndoielnică.